# Henri Lassourd
Henri Lassourd est un homme politique français, né le 24 mai 1902 à Ploubalay (Côtes-du-Nord) et mort le 24 février 1978 à Rennes. Il est député d'Ille-et-Vilaine de 1968 à 1973.

## Biographie
Fils d’un gendarme tué au cours de la Première Guerre mondiale, Henri Lassourd est déclaré pupille de la Nation le 3 septembre 1919. Il poursuit ses études et devient vétérinaire. Il s’installe à La Guerche-de-Bretagne où il se marie en 1932.
Il fait son entrée en politique en devenant maire de cette ville à la Libération. Il occupe ce siège durant vingt-huit ans. Lors des élections cantonales de 1951, il est élu conseiller général du canton de La Guerche-de-Bretagne sous l’étiquette du Rassemblement du peuple français. Il siège au conseil général d'Ille-et-Vilaine jusqu’en 1976 et en est vice-président.
Il devient député UDR de la troisième circonscription d'Ille-et-Vilaine lors des élections législatives de 1968 où il profite de la « vague gaulliste » pour s’imposer dans une circonscription traditionnellement centriste. Le député sortant, le MRP Alexis Méhaignerie décidait en effet de ne pas se représenter après avoir été siégé pendant vingt-deux ans à l’Assemblée nationale. Henri Lassourd est élu dès le premier tour avec 53,6 % des suffrages exprimés en battant notamment Pierre Méhaignerie, le fils du sortant.
C’est ce dernier, devenu collaborateur du ministre Jacques Duhamel, qui le bat dès le premier tour lors des élections législatives de 1973 en obtenant 52,7 % des voix.
Henri Lassourd abandonne alors peu à peu ses mandats électoraux et se retire à Rennes où il meurt en 1978 à l’âge de 75 ans.
Henri Lassourd est le père de Patrick Lassourd, ancien sénateur-maire de La Guerche-de-Bretagne.
Le jardin public de La Guerche-de-Bretagne porte son nom.

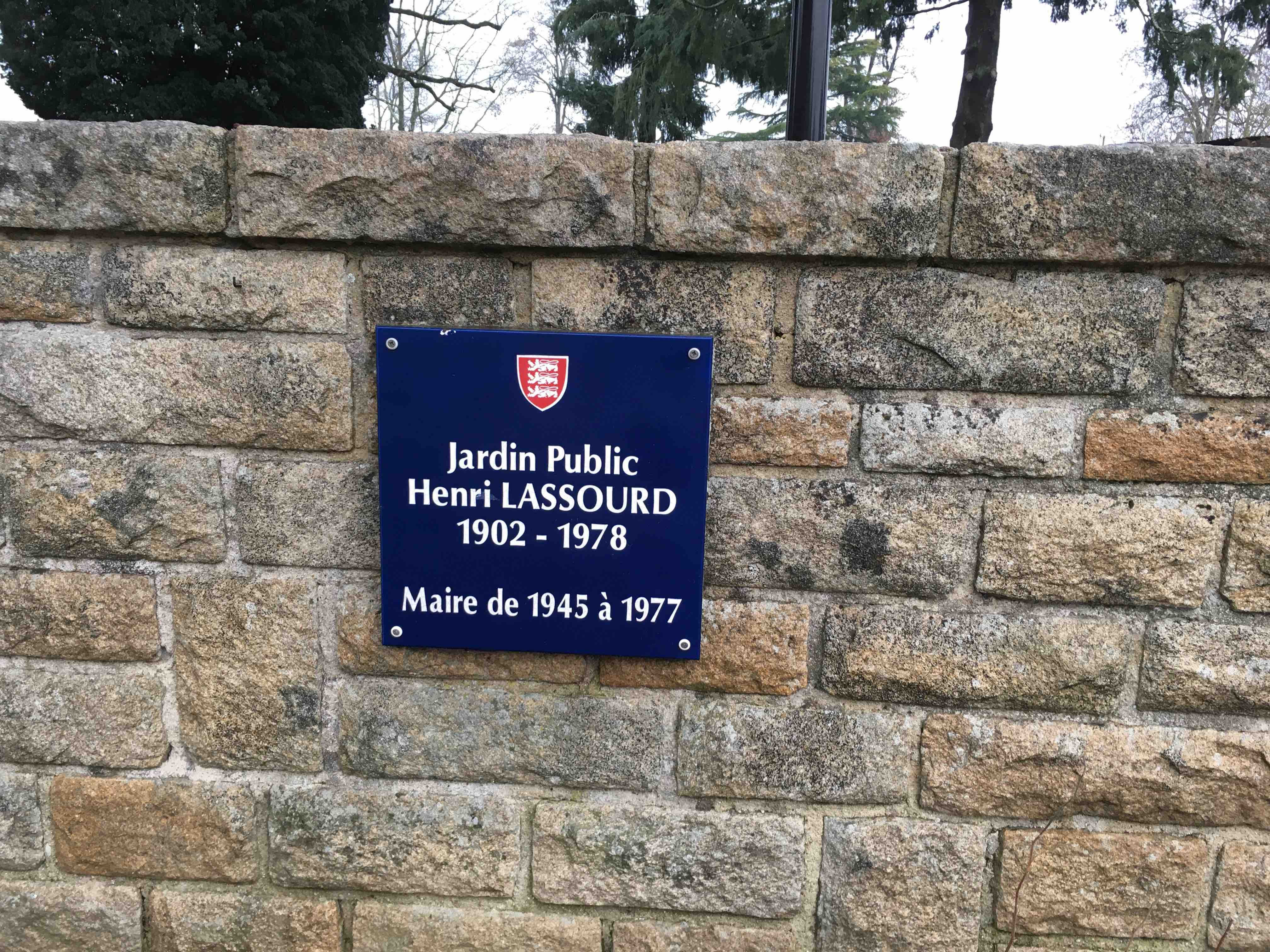
parc public de La Guerche de Bretagne

## Mandats
Député
- 11 juillet 1968 - 2 avril 1973 : député de la troisième circonscription d'Ille-et-Vilaine

Conseiller général
- 30/09/1945 - 14/10/1951 : membre du Conseil général d'Ille-et-Vilaine (élu dans le canton de La Guerche-de-Bretagne)
- 14/10/1951 - 27/04/1958 : membre du Conseil général d'Ille-et-Vilaine
- 27/04/1958 - 15/03/1964 : membre du Conseil général d'Ille-et-Vilaine
- 15/03/1964 - 30/09/1970 : membre du Conseil général d'Ille-et-Vilaine
- 30/09/1970 - 14/03/1976 : membre du Conseil général d'Ille-et-Vilaine

Maire
- 13/05/1945 - 26/10/1947 : maire de La Guerche-de-Bretagne (Ille-et-Vilaine)
- 26/10/1947 - 03/05/1953 : maire de La Guerche-de-Bretagne
- 03/05/1953 - 15/03/1959 : maire de La Guerche-de-Bretagne
- 15/03/1959 - 21/03/1965 : maire de La Guerche-de-Bretagne
- 21/03/1965 - 21/03/1971 : maire de La Guerche-de-Bretagne